# ثيوتات فيا
ثيوتات فيا، بالكاتلانية (Ciutat Vella) والإسبانية المدينة القديمة، هي واحدة من عشرة مديريات تُقسم مدينة برشلونة إداريًا. هي المديرية رقم 1 في المدينة والتي تستوعب المركز التاريخي للمدينة بأكملها. وهي تغطي مساحة 4.49 كيلومتر مربع ويبلغ عدد سكانها 104507 نسمة، وفقًا للمعهد الوطني للإحصائيات 2010. وهي ثالث أكثر المناطق المكتظة بالسكان في المدينة، حيث يُقدر بعدد 23923 نسمة لكل كيلو متر مربع.

## الأحياء
تجمع ثيوتات فيا العديد من الأحياء، من بينها
- الريفال
- الحي القوطي في برشلونة
- سان بيدرو، سانتا كاتالينا ولا ريفيرا
- حي لا ريبيرا
- سانتا كاتالينا
- سان بيدرو
- حي لا برسلونيتا

## أماكن الاهتمام
- كاتدرائية الصليب المقدس والقديسة سانتا أولاليا، كما تُعرف أيضا باسم كاتدرائية برشلونة، هي كاتدرائية قوطية ومقر رئيس الأساقفة في برشلونة.
- كنيسة سانتا ماريا دل مار هي كنيسة كبيرة في منطقة ريبيرا، شُيدت بين عامي 1329 و1383 إبان ذروة النهضة التجارية والبحرية لقطلونيا. وهي من الأمثلة البارزة على الطراز الفني القطلوني القوطي، الذي يجمع بين نقاء الأسلوب ووحدة مكوناته، بكيفية يندر أن توجد في المباني القروسطية الضخمة.[3]
- قصر الموسيقى الكتالونية: هو قاعة للاحتفالات صممت على الطراز الكاتالوني من قبل المعماري لويس إي مونتانير وبُني بين عامي 1905 و 1908. افتتح القصر رسميا في 9 فبراير عام 1908، ويصنف حاليا كأحد مواقع التراث العالمي في إسبانيا من قبل اليونسكو.
- متحف برشلونة للفن المعاصر: يقع في دلس بلاسا أنجل، في الرافال، وتم افتتاحه للجمهور في 28 نوفمبر 1995.
- النصب التذكاري لكولومبوس: هو مجموعة نحتية تقع في ميدان بورتال دي لا باث، وتم بناءه تكريمًا لذكرى المستكشف كريستوفر كولومبوس. ويقع هذا البناء العمودي في نقطة تقاطع شارع لارامبلا مع ممر كولومبوس أمام الميناء القديم ببرشلونة.
- متحف بيكاسو: هو متحف يضم أكبر مجموعة من الأعمال الفنية للفنان الإسباني بابلو بيكاسو، وهو أحد أكثر المتاحف الإسبانية شعبية وأكثرها زيارة.